# 加賀人形
加賀人形（かがにんぎょう）とは、石川県に伝わる郷土玩具のこと。

## 概要
桐塑製の人形で、男児が獅子頭や纏等を持ち武芸に励む姿を模している。男児の誕生を祝い健やかな成長を願って床の間や玄関などに飾られるほか、縁起物として退職などの際の記念品とされることがある。同じ郷土玩具である加賀獅子頭、加賀八幡起き上がりなどとともに、石川県の稀少伝統的工芸品とされている。産地は、石川県金沢市である。

## 歴史
加賀藩の第五代藩主前田綱紀の時代に、京都から招かれた人形職人が制作した御所人形の流れを汲んでいる。加賀人形の特徴である獅子頭や纏等を持つ姿が確立されたのは大正時代という。その後、昭和に入り、大橋治三郎（初代晃山）が加賀人形を広めたとされる。初代晃山は加賀人形を工芸作品として世に広めたが、商品として本格的に販売されるようになったのは子の大橋一永（二代目晃山）の時代という。最盛期は昭和30年から40年代で、加賀人形を制作する職人は多いときには約50人いたが、2009年5月時点で6人まで減少している。

## 制作工程
桐の大鋸屑に麩糊を混ぜ、練って粘土を作る。粘土を木型に詰め、取り出した成型物を乾燥させる。白色の顔料である胡粉をにかわに溶かし、これを乾燥した成型物に何度も塗り重ねて素地を作る。できあがった素地を磨き、人形の表情を決める切り込みを入れ、絵の具で顔を描く。髷や頭髪を付け、加賀友禅などの着物を着せ、獅子頭や纏を持たせて仕上げる。

## 郵太郎
JR西日本の金沢駅のコンコースに、郵太郎と呼ばれる加賀人形の乗った郵便ポストが設置されている。獅子頭を持った男児の人形で加賀人形の特徴を持つが、陶器製である。

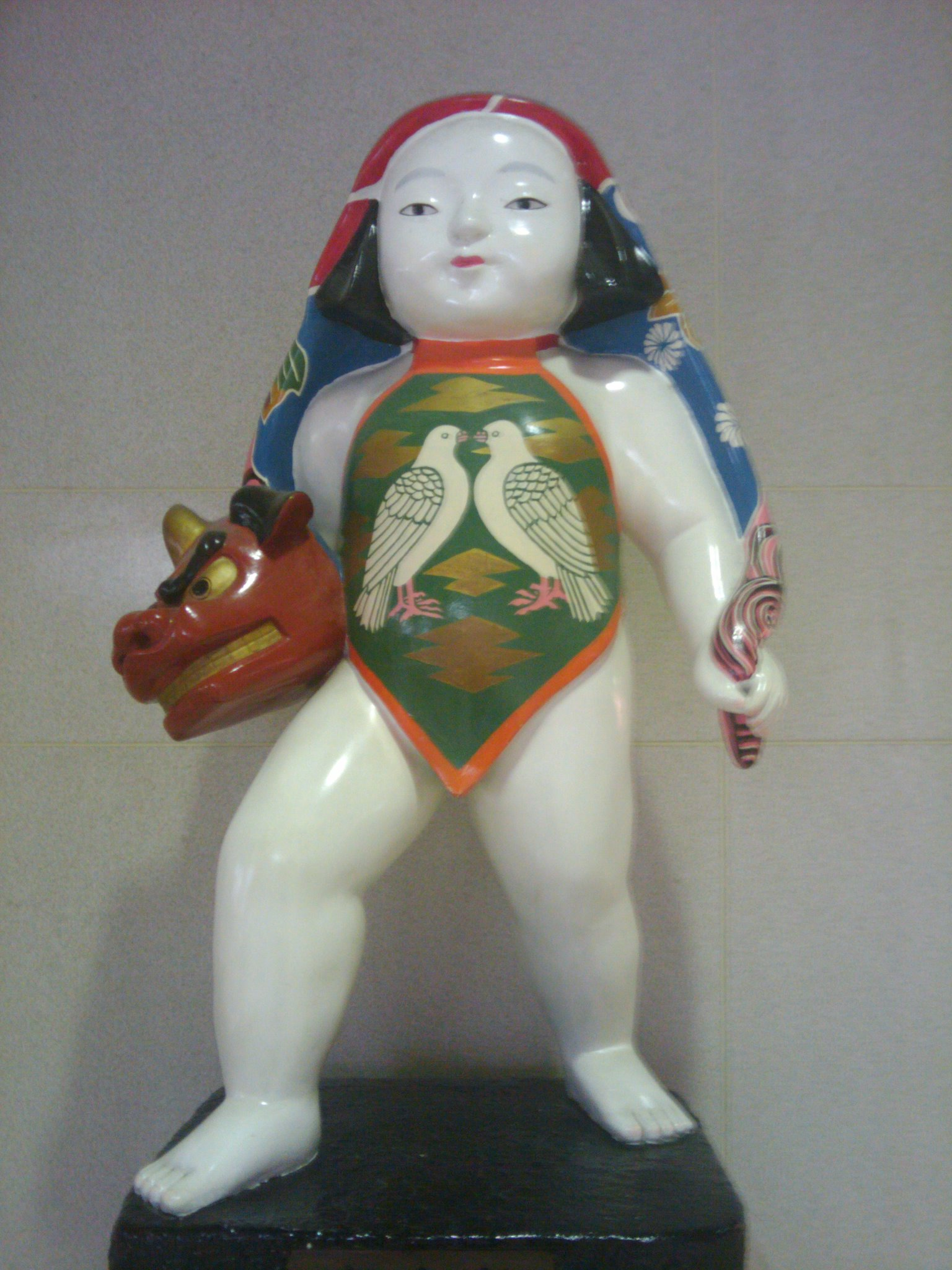
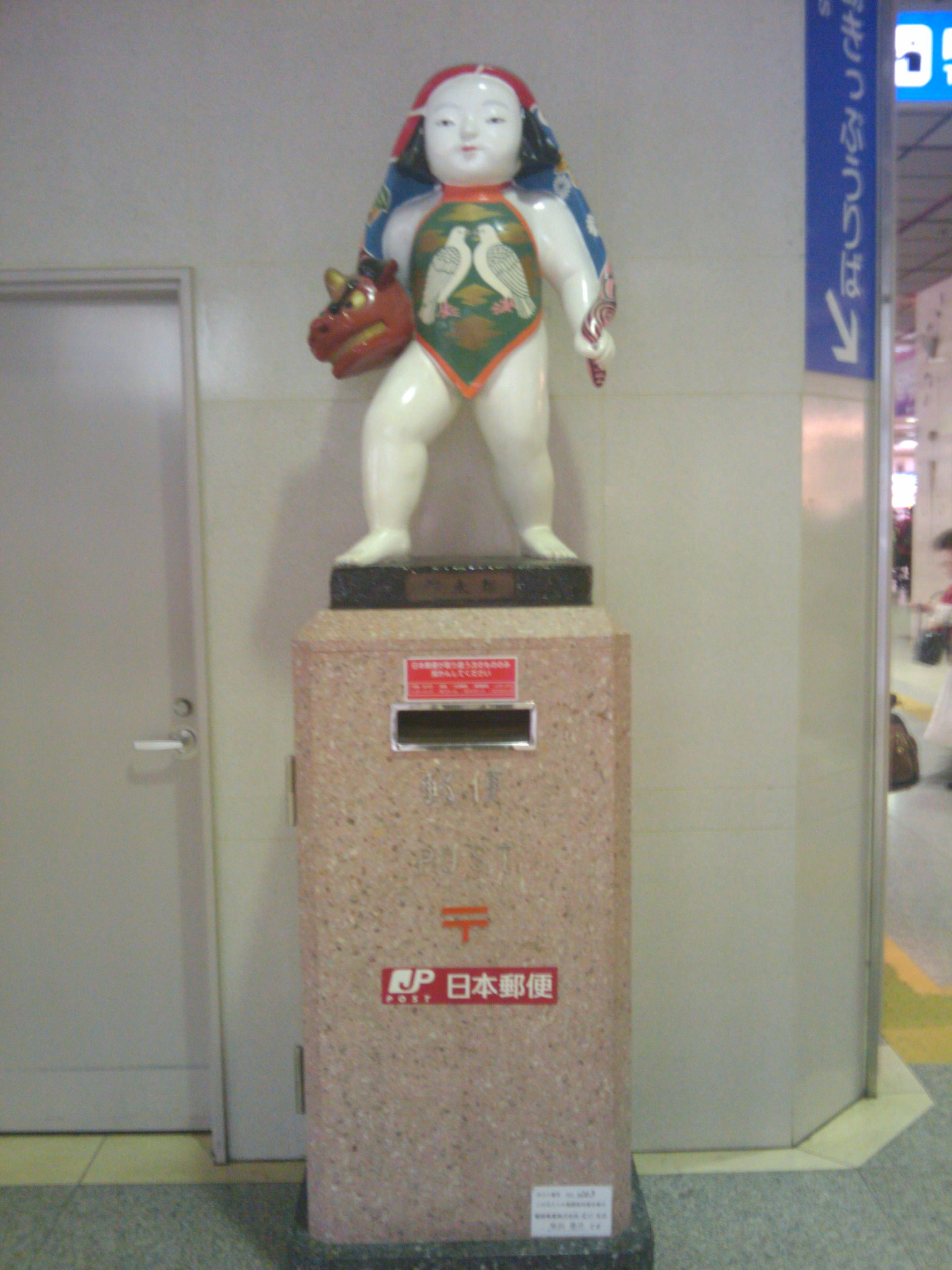